# 僕散翰文
僕散翰文，元朝政治人物。

## 生平
1282年接替王光祖任松江府知府一职，1285年由秦居中接任。